# Turňa nad Bodvou
Turňa nad Bodvou és un poble i municipi d'Eslovàquia. Es troba a la regió de Košice, a l'est del país.

## Història
La primera referència escrita de la vila data del 1198.

## Demografia
| Godina             | 1994 | 2004    | 2014   | 2024   |
| ------------------ | ---- | ------- | ------ | ------ |
| Nombre de persones | 2888 | 3279    | 3526   | 3686   |
| Diferència         |      | +13,53% | +7,53% | +4,53% |

| Godina             | 2023 | 2024   |
| ------------------ | ---- | ------ |
| Nombre de persones | 3675 | 3686   |
| Diferència         |      | +0,29% |